# Harry Reich
Harry Reich (* 29. September 1941 in Wilkes-Barre, Pennsylvania, Vereinigte Staaten) ist ein amerikanischer gynäkologischer Chirurg. Reich ist ein Pionier der laparoskopischen Chirurgie und hat in die Medizin u. a. die laparoskopische („minimalinvasive“) Hysterektomie eingeführt.

## Leben und Werk
Reich besuchte bis 1959 eine Highschool in Kingston, Pennsylvania und studierte anschließend an der Lehigh University (Bachelor 1964) und am Royal College of Surgeons in Ireland, wo er 1970 seinen Doktorgrad erhielt. 1969 verbrachte er für die irische Hilfsorganisation Africa Concern einige Zeit in der Elfenbeinküste.
Ärztliche Berufserfahrung erwarb er anschließend am Queens Medical Center in Honolulu (chirurgisches Praktikum, bis 1971), am Peter Bent Brigham Hospital in Boston (Resident, Allgemeine Chirurgie, bis 1972) und am Boston Hospital for Women in Boston (Resident, Geburts- und Frauenheilkunde, bis 1975). Von 1972 bis 1975 gehörte er als Fellow gleichzeitig der Harvard Medical School an, darauf folgten einige Monate der Fellowship am Hershey Medical Center in Hershey, Pennsylvania.
1976 ließ Reich sich in Kingston, einem Vorort seiner Geburtsstadt Wilkes-Barre, mit eigener gynäkologischer Praxis nieder. Gleichzeitig begann er am Hahnemann Medical College in Philadelphia als Clinical Assistant Professor zu lehren (bis 1980). 1977 kam eine Lehrtätigkeit als Adjunct Professor am King’s College in Wilkes-Barre (bis 1995), und 1981 eine weitere an der Binghamton University (bis 1995) hinzu.
1988 war Reich der erste Chirurg, der eine laparoskopische Lymphadenektomie durchführte, um ein Ovarialkarzinom zu behandeln. 1989 folgte die erste laparoskopische Hysterektomie. Nachdem er bereits 1978 entdeckt hatte, dass Endometriose per Laparoskopie diagnostiziert werden kann, war Reich 1991 der erste, der diese Erkrankung laparoskopisch auch operierte. In den 1990er Jahren sind Reich für diese Pionierleistungen verschiedene bedeutende Preise zuerkannt worden, darunter der Excel Award für außerordentliche Beiträge zur Laparoskopie (Society of Laparoendoscopic Surgeons, 1991) und drei Auszeichnungen als „Bester Arzt Amerikas“ (Woodward/White, Inc.). Die von Reich erstmals durchgeführte laparoskopische Hysterektomie wurde 1998 offiziell nach ihm benannt.
Neben seiner Privatpraxis, die er bis heute führt, übte Reich weiterhin verschiedene Lehr- und Leitungstätigkeiten aus, so an der Tufts University in Springfield, Massachusetts (1990–1992), am Graduate Hospital in Philadelphia (1992–1993), am Dobbs Ferry Hospital in Dobbs Ferry, New York (1993–1994) und am New Rochelle Hospital in New Rochelle, New York (1994–1995). Von 1995 bis 2000 lehrte Reich als Associate Professor an der Columbia University.
Reich gehörte bzw. gehört dem Board of Directors zahlreicher medizinischer Organisationen an, darunter der Foundation of the American Association of Gynecologic Laparoscopists, deren Direktor er seit 1993 auch ist. Daneben gehörte und gehört er zum Herausgeberteam verschiedener Fachzeitschriften wie z. B. der Zeitschrift Gynaecological Endoscopy.
Gegenwärtig arbeitet Reich für verschiedene Gesundheitsdienstleister in Pennsylvania und New York. Er ist verheiratet, hat drei erwachsene Söhne und lebt in einem Vorort von Wilkes-Barre.

## Veröffentlichungen (Auswahl)
- mit Jaroslav Fabian Hulka: Textbook of Laparoscopy, W.B. Saunders Company, Philadelphia, 3. Auflage 1998.
- mit Arrequi, Fitzgibbons, Katkhouda, McKernan (Hrsg.): Principles of Laparoscopic Surgery. Basic and Advanced Techniques, Springer-Verlag, New York, 1995.
- mit Ray Garry: Laparoscopic Hysterectomy, Blackwell Scientific Publications Ltd. Oxford, England, 1993.